# Harangozó Attila
Harangozó Attila (Szeged, 1972) magyar jogász, a Kúria tanácselnöke az Országos Bírósági Hivatal korábbi elnökhelyettese, egyetemi oktató. Szakterülete a büntetőjog és az alkotmányjog, ezen belül az adat- és titokvédelem.

## Életútja
A JATE Ságvári Endre Gyakorló Gimnáziumban érettségizett, majd 1996-ban a József Attila Tudományegyetem (jelenleg: SZTE) Állam- és Jogtudományi Karán diplomázott Summa cum laude minősítéssel, pro labore scientifico dékáni dicsérettel.
1996-ban ügyvédjelöltként kezdett dolgozni a Szegedi 3. sz. Ügyvédi Irodában. 1997-ben bírósági fogalmazónak nevezték ki a Szegedi Városi Bíróságra (jelenleg:Szegedi Járásbíróság). A jogi szakvizsga letételét követően 1998-tól a Csongrád Megyei Bíróság Cégbíróságán (jelenleg: Szegedi Törvényszék) bírósági titkárként dolgozott, majd 1999-ben áthelyezték a Pest Megyei Bíróságra (jelenleg: Budapest Környéki Törvényszék).
2000-ben nevezték ki bíróvá a Váci Városi Bíróságra (jelenleg: Váci Járásbíróság), ahonnan 2001-ben tért haza, és a Szegedi Városi Bíróságon dolgozott. 2003-ban a Csongrád Megyei Bíróság bírája lett, majd kinevezték a Szegedi Városi Bíróság elnökévé. 2005-ben került a Szegedi Ítélőtáblára, ahol a Büntető Kollégium bírájaként dolgozott 2012 elejéig.
2012. április 1-ével az Országos Bírósági Hivatal (OBH) elnöke kollégiumvezetővé nevezte ki, és ezzel egy időben megbízta az elnöki feladatok ellátásával .
2012. szeptember 1-jétől 2018. augusztus 31-ig a Szegedi Ítélőtábla elnöke, 2018. szeptember 1-től tanácselnöke.
2012 óta a Magyar Igazságügyi Akadémia meghívott előadója, 2016 óta mentorbíró.
1996 óta oktat alkotmányjogot, 2014 óta pedig büntetőjogot a Szegedi Tudományegyetem Állam és Jogtudományi Karán. Egyetemi mesteroktató, címzetes egyetemi docens.
1999 és 2001 között a budapesti Károli Gáspár Református Egyetem Állam- és Jogtudományi Kara Alkotmányjogi Tanszékének Archiválva 2016. november 14-i dátummal a Wayback Machine-ben oktatója volt.
2015 szeptemberétől az Igazságügyi Szolgálatok Jogakadémiájának meghívott előadója.
Több kitüntetésben részesült. 2013-ban az SZTE ÁJTK "Pro Facultate" díjat adományozott a részére, míg 2015-ben a hallgatók értékelése alapján az "Év oktatója" címet kapta meg. Az Országos Bírói Tanács 2016-ban a Kiváló Bírói Szolgálatért elismerésben részesítette.
2018-ban a Szegedi Tudományegyetem Mester Mentor Archiválva 2018. november 25-i dátummal a Wayback Machine-ben címet adományozott a részére.
Számos szakmai feladatot lát el. Ezek közül a legfontosabbak: Bírák Lapja szerkesztőbizottsági tag 2003-, Ítélőtáblai Határozatok szerkesztőbizottsági tag 2012-, Igazságügyi Szakértői Vizsgabizottsági tag 2006-, Fogalmazói Felvételi Versenyvizsga-bizottsági tag 2009-, Magyar Bírói Egyesület Szegedi Ítélőtábla szervezeti elnök 2009-.
Fontosabb publikációi:
A személyes adatok védelme és a közérdekű adatok nyilvánossága a civil szektorban; 216-239. o. Nonprofit szervezetek joga - Demokratikus Jogok Fejlesztéséért Alapítvány, Budapest 2005. VIII. fejezet
A Mi Alkotmányunk - Complex Kiadó 2006 – Az Alkotmány 59. §-hoz (A jóhírnévhez, a magánlakáshoz, a magántitokhoz és személyes adatok védelméhez való jog), illetve a 61. §-hoz (a közérdekű adatok nyilvánossága) fűzött kommentár.
A magyar igazságügyi adatkezelés alkotmányossági szempontjai de lege ferenda - Bírák Lapja 2010 1-2.  50-63. o.
Adatvédelem és Információszabadság a gyakorlatban – Complex Kiadó 2010
I. könyv 3. fejezet - Igazságügyi adatkezelés 81-90. o, illetve III. könyv 1. fejezet - A minősített adatok védelme 361-382. o.
Az Alkotmánybíróság és a rendes bíróságok tapasztalatai 9-10. o – SZTE ÁJTK Pólay Elemér Alapítvány Kiadó 2011.
Az igazságszolgáltatásban érvényesülő információs jogok kérdőjelei – Ügyvédek Lapja 2011/2. 37-40. o.
Milyen igazságszolgáltatást? – Gondolatok az alkotmányozás küszöbén - Bírák Lapja 2011 1-2.  102-112 o.
A Szegedi Ítélőtábla szervezetéről 7-11. o. – 10 éves a Szegedi Ítélőtábla – Magyar Igazságügyi Akadémia Kiadó 2013
Az igazságügyi adatkezelésről és a bírósági tájékoztatásról szóló törvénytervezet előzetes egyeztetéséhez – In: http://birosag.hu/nyilvanossag/vitaanyag
Current Hungarian regulations, emerging questions – In: http://birosag.hu/en/conference-courts-and-communication 2013
Experiences of the preparation of the project of Act on the judicial data treating and information giving 2014 – in: http://birosag.hu/en/conference
Büntetőjog II. - Különös rész - Patrocinium Kiadó 2016.
Szabálysértési jog - Patrocinium Kiadó 2017.
Főszerkesztőként jegyzett kötetei: Szemelvények a 10 éves Szegedi Ítélőtábla joggyakorlatából - Complex Kiadó 2013 és A történeti alkotmány vívmányai alkalmazhatóságának kérdései – Magyar Igazságügyi Akadémia Kiadó 2014

## Büntető kollégiumvezetői tevékenysége
A Szegedi Ítélőtábla korábbi büntető kollégiumvezetője, Dr. Maráz Vilmosné 2011-ben bekövetkezett tragikus halálát követően kiírt pályázat alapján 2012. április 1. napjával nevezte ki az Országos Bírósági Hivatal (OBH) elnöke az ítélőtábla Büntető Kollégiuma vezetőjévé. A pályázatát a Szegedi Ítélőtábla Büntető Kollégiuma és az összbírói értekezlete egyhangúlag támogatta . A vezetői feladatvállalását megelőzően, már 2012. januárjától részt vett az OBH Kommunikációs Munkacsoport munkájában. Az áprilisi kinevezése előtt, március 2-től központi igazgatási feladatokat látott el a Szegedi Ítélőtáblán.

## Elnöki tevékenysége
A kollégiumvezetői kinevezését követő öt hónap elteltével megpályázta az ítélőtábla elnöki tisztségét. Elnöki pályaművében hangsúlyosan szerepelt a bíróságok leterheltségének problémája, Illetve javasolta a Szegedi Ítélőtábla illetékességi területének kibővítését.
Az OBH elnöke szeptember 1-jei hatállyal - az ítélőtábla összbírói értekezletének egyhangú támogatásával - nevezte ki a Szegedi Ítélőtábla elnökévé.
Elnökként számos kezdeményezés élére állt, melyek közül az egyik legjelentősebb az ítélőtábla 10 éves joggyakorlatát bemutató kötet megjelentetése volt. Közreműködött a részben a Szegedi Ítélőtábla bírái részvételével megvalósuló, a Szegedi Nemzeti Színház által színpadra állított 12 dühös ember című darabban. Az elsők között kezdte megszervezni az ítélőtáblán a "Nyitott bíróság" Archiválva 2016. október 26-i dátummal a Wayback Machine-ben programot, melynek keretében középiskolások számára bírák polgári, büntető- és munkajogi tárgyú előadásokat tartanak. Elnöksége során az ítélőtábla megnyitotta a kapuit az egyetemi hallgatók előtt, így az SZTE Alma Mater és Gyakornoki programjaiban részt vevő hallgatók szakmai tapasztalatszerzés céljából pályázhatnak a Szegedi Ítélőtáblára.

## A Szegedi Ítélőtábla illetékességi területe bővítésének kezdeményezése
2012-ben a bemutatkozó sajtótájékoztatóján - ahogy pályázatában, úgy itt is - elmondta, hogy a Szegedi Ítélőtábla illetékességi területének a bővítését látja indokoltnak Jász-Nagykun-Szolnok megyével, a Fővárosi Ítélőtábla leterheltsége miatt és az arányos ügyelosztás érdekében. A korábbi években az Országos Igazságszolgáltatási Tanácsot ért megszámlálhatatlan kritika miatt kiállt az új rendszer mellett, sőt hozzátette: „vakon szeretne hinni” benne azért is, hogy az ügyek intézése, ami évtizedes problémája volt a magyar igazságszolgáltatásnak, felgyorsuljon.
Az Országgyűlés végül az OBH elnökének kezdeményezésére 2013 júniusában fogadta el azt a törvényt, amelynek következtében 2013. szeptember elsejétől megváltozott három ítélőtábla illetékességi területe.